# Rally Costa Brava de 1974
El Rally Costa Brava de 1974, oficialmente 22.º Rally Costa Brava, fue la vigésimo segunda edición, la segunda cita de la  temporada 1974 del Campeonato de Europa de Rally y la primera de la temporada 1974 del Campeonato de España de Rally. Se celebró del 16 al 11 de febrero.

## Clasificación final
| Pos. | Piloto              | Copiloto                | Automóvil                  | Tiempo  | Diferencia |
| ---- | ------------------- | ----------------------- | -------------------------- | ------- | ---------- |
| 1.   | Claude Haldi        | Federico van der Hoeven | Porsche 911 Carrera RS 2.7 | 4:23:48 | 0.0        |
| 2.   | Juan Carlos Pradera | Ricardo Comyn           | SEAT 1430-1600             | 4:40:05 | +16:17     |
| 3.   | Pedro Cortêz        | Amaral Mira             | Datsun 1200                | 4:43:09 | +19:21     |
| 4.   | Jordi Cid           | Joaquín Manté           | SEAT 1430-1600             | 4:45:47 | +21:59     |
| 5.   | Antònio Borges      | Pina de Morais          | Alpine-Renault A110        | 4:51:56 | +28:08     |
| 6.   | Jean-Claude         | Antonio Sallen          | SEAT 1430-1600             | 4:55:04 | +31:16     |
| 7.   | Vicente Folgado     | Narciso Dalmas          | Renault 12 Gordini         | 4:58:39 | +34:51     |
| 8.   | Ernesto Borau       | J. Villa                | SEAT 1430-1600             | 5:00:43 | +36:55     |
| 9.   | Joan Tarrés         | P. Vinyes               | SEAT 1430-1600             | 5:01:54 | +38:06     |
| 10.  | Jordi Marco         | Julio Venceslao         | BMW 2002 Ti                | 5:03:06 | +39:18     |